# Kuromajo-san ga toru!!
Kuromajo-san ga toru!! (黒魔女さんが通る!!?) è una serie di light novel giapponesi scritta da Hiroshi Ishizaki ed illustrata da Kaori Fujita. La serie è stata lanciata nella collana Aoi Tori Denki della Kōdansha dal 2005. Una serie televisiva anime prodotta dallo studio Shin-Ei Animation è stata trasmessa in Giappone dal 4 aprile 2012. In Italia è inedita.

## Trama
Mentre sta giocando con i propri amici in un esperimento di esoterismo per scoprire quale ragazza piace ad un suo compagno, Chiyoko "Choco" Kurotori tenta di evocare il messaggero d'amore, Cupido. Tuttavia, al momento dell'invocazione la ragazzina ha il naso chiuso ed invece di invocare "Cupido", viene invocato "Gyupid", una strega nera dotata di buon cuore, che decide di allenare Chiyoko a diventare anche lei una strega nera.

## Personaggi
Chiyoko Kurotori (黒鳥 千代子?, Kurotori Chiyoko)
Doppiata da Fumiko Orikasa
Una studentessa della quinta classe, soprannominata "Choco" (チョコ?, Choko) per via del modo in cui viene pronunciato il suo nome. Viene allenata da Gyupid per diventare una strega nera, dopo essere stata inavvertitamente invocata al posto di Cupido, il messaggero dell'amore.
Gyupid (ギュービッド?, Gyūpiddo)
Doppiata da Romi Park
Una strega nera graziosa, ma piuttosto dispettosa che è stata inavvertitamente invocata da Choco, e decide di addestrarla per farla diventare una strega nera.

## Media

### Light novel
La serie originale di light novel, scritta da Hiroshi Ishizaki ed illustrata da Kaori Fujita, è stata pubblicata nella collana Aoi Tori Denki della Kōdansha a partire dal 2005. Al 2012 sono stati pubblicati oltre quindici volumi della serie, che ha venduto in Giappone oltre 2,6 milioni di copie.

### Anime
Un adattamento in forma di serie televisiva anime prodotta dalla Shin-Ei Animation ha iniziato ad essere trasmesso in Giappone dalla NHK a partire  al 19 febbraio 2014 dal 4 aprile 2012.

#### Episodi
| Nº | Giapponese 「Kanji」 - Rōmaji                                                             | In onda           | In onda |
| Nº | Giapponese 「Kanji」 - Rōmaji                                                             | Giapponese        |         |
| 1  | 「学校の怪談ＶＳ黒魔女さん」 - Gakkō no Kaidan Vs. Kuromajo-san                           | 4 aprile 2012     |         |
| 2  | 「サイクリングです 黒魔女さん」 - Saikuringu desu Kuromajo-san                            | 11 aprile 2012    |         |
| 3  | 「黒魔女さん おおいにモテる」 - Kuromajo-san ōini moteru                                  | 18 aprile 2012    |         |
| 4  | 「初恋ですよ黒魔女さん」 - Hatsukoi desu yo Kuromajo-san                                  | 25 aprile 2012    |         |
| 5  | 「黒魔女さんのネコネコ大騒動」 - Kuromajo-san no neko neko ōsōdō                          | 2 maggio 2012     |         |
| 6  | 「黒魔女さん原宿へ行く」 - Kuromajo-san Harajuku e iku                                    | 16 maggio 2012    |         |
| 7  | 「黒魔女さんとホラーな遠足」 - Kuromajo-san to horā na ensoku                             | 23 maggio 2012    |         |
| 8  | 「黒魔女さんは恋と料理が苦手」 - Kuromajo-san wa koi to ryōri ga nigate                   | 30 maggio 2012    |         |
| 9  | 「黒魔女さん厄払いに挑戦する」 - Kuromajo-san Yakuharai ni Chōsen suru                    | 13 giugno 2012    |         |
| 10 | 「黒魔女さんテレビにでる」 - Kuromajo-san Terebi ni deru.                                 | 20 giugno 2012    |         |
| 11 | 「まったりしましょう黒魔女さん」 - Mattari Shimashō Kuromajo-san.                         | 27 giugno 2012    |         |
| 12 | 「黒魔女さんのシンデレラ (前編)」 - Kuromajo-san no Shinderera (Zenpen)                   | 4 luglio 2012     |         |
| 13 | 「黒魔女さんのシンデレラ (後編)」 - Kuromajo-san no Shinderera (Kōhen)                    | 11 luglio 2012    |         |
| 14 | 「黒魔女さんはおねえちゃん？ （前編）」 - Kuromajo-san wa Onēchan? (Zenpen)               | 12 settembre 2012 |         |
| 15 | 「黒魔女さんはおねえちゃん？ （後編）」 - Kuromajo-san wa Onēchan? (Kōhen)                | 19 settembre 2012 |         |
| 16 | 「黒魔女さんの授業参観」 - Kuromajo-san no Jugyō Sankan                                   | 26 settembre 2012 |         |
| 17 | 「黒魔女さんの運動会 (前編)」 - Kuromajo-san no Undōkai (Zenpen)                          | 3 ottobre 2012    |         |
| 18 | 「黒魔女さんの運動会 (後編)」 - Kuromajo-san no Undōkai (Kōhen)                           | 10 ottobre 2012   |         |
| 19 | 「黒魔女さんのハロウィーン・１」 - Kuromajo-san no Harowīn 1                              | 17 ottobre 2012   |         |
| 20 | 「黒魔女さんのハロウィーン・2」 - Kuromajo-san no Harowīn 2                               | 24 ottobre 2012   |         |
| 21 | 「黒魔女さんのハロウィーン・3」 - Kuromajo-san no Harowīn 3                               | 31 ottobre 2012   |         |
| 22 | 「犬も歩けば黒魔女さん」 - Inu mo Arukeba Kuromajo-san                                    | 14 novembre 2012  |         |
| 23 | 「黒魔女さんプールの幽霊にビビる (前編)」 - Kuromajo-san pūru no yūrei ni bibiru (Zenpen) | 21 novembre 2012  |         |
| 24 | 「黒魔女さんプールの幽霊にビビる (後編)」 - Kuromajo-san pūru no yūrei ni bibiru (Kōhen)  | 28 novembre 2012  |         |
| 25 | 「悪魔の図書室」 - Akuma no toshoshitsu                                                   | 5 dicembre 2012   |         |
| 26 | 「黒魔女さんは一日にしてならず」 - Kuromajo-san wa ichinichi ni shite narazu              | 9 gennaio 2013    |         |
| 27 | 「おかしなお菓子なケーキ合戦（前編）」 - Okashina Okashi na Kēki Gassen (Zenpen)          | 16 gennaio 2013   |         |
| 28 | 「おかしなお菓子なケーキ合戦（後編）」 - Okashina Okashi na Kēki Gassen (Kōhen)           | 23 gennaio 2013   |         |
| 29 | 「放課後は生け贄の儀式?!」 - Hōkago wa Ikenie no Gishiki?!                                | 30 gennaio 2013   |         |
| 30 | 「バレンタイン・パニック」 - Barentain Panikku                                            | 13 febbraio 2013  |         |
| 31 | 「卒業アルバムはオカルトの匂い（前編）」 - Sotsugyō arubamu wa okaruto no nioi (Zenpen)   | 20 febbraio 2013  |         |
| 32 | 「卒業アルバムはオカルトの匂い（後編）」 - Sotsugyō arubamu wa okaruto no nioi (Kōhen)    | 27 febbraio 2013  |         |
| 33 | 「黒魔女さんと桜の樹」 - Kuromajo-san to Sakura no Ki                                     | 3 aprile 2013     |         |
| 34 | 「黒魔女さんの文房具店」 - Kuromajo-san no Bunbōguten                                     | 10 aprile 2013    |         |
| 35 | 「黒魔女さんと落語」 - Kuromajo-san to Rakugo                                             | 17 aprile 2013    |         |
| 36 | 「黒魔女さんの喧嘩大騒動」 - Kuromajo-san no Kenka Ōsōdō                                  | 24 aprile 2013    |         |
| 37 | 「小さくなった黒魔女さん」 - Chīsaku natta Kuromajo-san                                   | 8 maggio 2013     |         |
| 38 | 「黒魔女さんのおばあちゃん」 - Kuromajo-san no Obāchan                                    | 15 maggio 2013    |         |
| 39 | 「黒魔女さんと夢魔くら」 - Kuromajo-san to Yumemakura                                     | 22 maggio 2013    |         |
| 40 | 「黒魔女さんは占いがお好き？」 - Kuromajo-san wa Uranai ga osuki?                         | 29 maggio 2013    |         |
| 41 | 「黒魔女さん魔界へゆく（前編）」 - Kuromajo-san Makai e Yuku (Zenpen)                     | 12 giugno 2013    |         |
| 42 | 「黒魔女さん魔界へゆく（後編）」 - Kuromajo-san Makai e Yuku (Kōhen)                      | 19 giugno 2013    |         |
| 43 | 「黒魔女さんと赤い糸・1」 - Kuromajo-san to Akai Ito 1                                    | 26 giugno 2013    |         |
| 44 | 「黒魔女さんと赤い糸・2」 - Kuromajo-san to Akai Ito 2                                    | 3 luglio 2013     |         |
| 45 | 「黒魔女さんと赤い糸・3」 - Kuromajo-san to Akai Ito 3                                    | 10 luglio 2013    |         |
| 46 | 「黒魔女さんは水泳が苦手?!」 - Kuromajo-san wa suiei ga nigate?!                          | 11 settembre 2013 |         |
| 47 | 「アニマルですよ黒魔女さん」 - Animaru desuyo Kuromajo-san                                | 18 settembre 2013 |         |
| 48 | 「匂いが見える黒魔女さん」 - Nioi ga mieru Kuromajo-san                                   | 25 settembre 2013 |         |
| 49 | 「黒魔女さんの学芸会」 - Kuromajo-san no Gakugeikai                                       | 9 ottobre 2013    |         |
| 50 | 「黒魔女さんの秋祭り（前編）」 - Kuromajo-san no Akimatsuri (Zenpen)                      | 16 ottobre 2013   |         |
| 51 | 「黒魔女さんの秋祭り（後編）」 - Kuromajo-san no Akimatsuri (Kōhen)                       | 23 ottobre 2013   |         |
| 52 | 「黒魔女さんとダル魔さん」 - Kuromajo-san to Daruma-san                                   | 30 ottobre 2013   |         |
| 53 | 「黒魔女さんのクリスマス・1」 - Kuromajo-san no Kurisumasu 1                              | 13 novembre 2013  |         |
| 54 | 「黒魔女さんのクリスマス・2」 - Kuromajo-san no Kurisumasu 2                              | 20 novembre 2013  |         |
| 55 | 「黒魔女さんのクリスマス・3」 - Kuromajo-san no Kurisumasu 3                              | 27 novembre 2013  |         |
| 56 | 「黒魔女さんのクリスマス・4」 - Kuromajo-san no Kurisumasu 4                              | 4 dicembre 2013   |         |
| 57 | 「黒魔女さんとマダム天天」 - Kuromajo-san to Madamu Ten-Ten                               | 22 gennaio 2014   |         |
| 58 | 「黒魔女さんとパン泥棒?!」 - Kuromajo-san to Pan Dorobō ?!                                | 29 gennaio 2014   |         |
| 59 | 「黒魔女さんのお手紙（前編）」 - Kuromajo-san no Otegami (Zenpen)                         | 12 febbraio 2014  |         |
| 60 | 「黒魔女さんのお手紙（後編）」 - Kuromajo-san no Otegami (Kōhen)                          | 19 febbraio 2014  |         |

#### Colonna sonora
Sigla di apertura
- Doki Doki Shichau no Oh Yeah! (Doki Doki しちゃうの Oh yeah!?) cantata da Ayumu Shinga.[2]
- Festiparty (フェスティパーリー?) cantata da Antenna girl.[2]